# El Niño (album)
Cet article concerne l'album musical. Pour les autres significations, voir El Niño (homonymie).
Albums de Def Squad
Def Squad Presents Erick Onasis
(2000)
Singles
1. Full Cooperation
Sortie : 14 avril 1998

El Niño est le premier album studio de Def Squad, sorti le 30 juin 1998.
L'album s'est classé 1er au Top R&B/Hip-Hop Albums et 2e au Billboard 200.

## Liste des titres
| No  | Titre                                                                                               | Contient un (des) sample(s) de | Durée |
| --- | --------------------------------------------------------------------------------------------------- | --- | ----- |
| 1.  | Shower (Intro) (Produit par Redman)                                                                 | | 1:38  |
| 2.  | Check N' Me Out (Produit par Erick Sermon)                                                          | Space Machine de The Undisputed Truth | 3:54  |
| 3.  | Countdown (featuring Jamal – Produit par Erick Sermon)                                              | I Got The... de Labi Siffre | 3:57  |
| 4.  | Full Cooperation (Produit par Erick Sermon)                                                         | Pretty Please de Houston Person | 3:48  |
| 5.  | Ride Wit' Us (featuring Too $hort – Produit par Erick Sermon)                                       | | 3:38  |
| 6.  | Lay 'Em Down (Skit) (Produit par Redman)                                                            | | 1:06  |
| 7.  | Rhymin' Wit' Biz (featuring Biz Markie – Produit par Erick Sermon)                                  | Just Rhymin' With Biz de Big Daddy Kane featuring Biz Markie                                                                                     | 3:42  |
| 8.  | The Game (Freestyle) (Produit par Erick Sermon)                                                     | Double Barrel de Dave & Ansel Collins Christmas Rappin' de Kurtis Blow                                                                           | 2:40  |
| 9.  | World Announcement (Skit) (Produit par Redman)                                                      | | 1:28  |
| 10. | Can U Dig It? (Produit par Erick Sermon)                                                            | (I Know) I'm Losing You de The Undisputed Truth                                                                                                  | 3:16  |
| 11. | You Do, I Do (Produit par Erick Sermon)                                                             | | 4:07  |
| 12. | Ya'll Niggas Ain't Ready (Produit par Erick Sermon)                                                 | Space Odyssey de Marcus Belgrave | 2:43  |
| 13. | Say Word! (Produit par Erick Sermon)                                                                | Goo Goo Wah Wah de Wah Wah Watson | 3:38  |
| 14. | No Guest List (Produit par Erick Sermon)                                                            | Club Lonely (Lonely People) de Lil' Louis & the World Thriller de Michael Jackson featuring Vincent Price Eric B. Is President d'Eric B. & Rakim | 3:27  |
| 15. | Babies Father Committee (Skit) (featuring Nadja Green Parker et Tanisha Green – Produit par Redman) | | 0:55  |
| 16. | Def Squad Delite (Produit par Erick Sermon)                                                         | | 6:45  |